# Dipòsit d'aigua (Olesa de Montserrat)
El Dipòsit d'aigua és una obra d'Olesa de Montserrat (Baix Llobregat) protegida com a Bé Cultural d'Interès Local.

## Descripció
Dipòsit d'aigua per a l'abastament a la població construït l'any 1902. Consta d'una torre d'estil modernista feta amb totxo i pedra. El dipòsit resta semisoterrat a l'interior. És una obra sostinguda amb pilars, arcs escarsers i volta de rajola. La torre és de planta rectangular, amb coberta a quatre vessants feta amb maó, amb elements decoratius de ceràmica vidridada. Els murs són arrebossats i pintats de blanc. El que dona al carrer està decorat amb diferents arcs escarsers d'inspiració modernista i té una inscripció on es llegeix: "Sociedad Minera Olesana. 1902". La torre està situada en un terreny amb desnivell i adossada a un mur de contenció, dins d'un recinte enjardinat on hi ha altres instal·lacions.
(Text procedent de la declaració de BCIL)

## Història
A l'actual plaça de les Fonts, anteriorment anomenada plaça de la Constitució, hi havia una font pública que subministrava aigua potable, tot i que algunes cases particulars, sobretot les situades a la part alta del municipi, disposaven de pous als seus patis. A finals del segle xvi es va iniciar una gran obra: es va fer una construcció subterrània per tal d'augmentar el cabal d'aigua que brollava de la plaça de la constitució, aprofitant l'aigua sobrant dels pous de les cases dels carrers de Santa Oliva i de la Creu Reial, obra que no va finalitzar fins al 1855. L'any 1868 es va construir la primera societat privada amb l'objectiu d'explotar el subministrament d'aigües: la Sociedad Minera Olesana. Cap a finals del segle xix novament la iniciativa privada es va fer càrrec de canalitzar les aigües d'alguns torrents cap a la vila. Segons la inscripció que figura en la torre d'aquest dipòsit va ser construït per la Sociedad Minera Olesana el 1902. La construcció del dipòsit i la mina que hi porta l'aigua van ser de vital importància per a la vila, ja que d'aquesta manera s'aprofitava el ric aqüífer del subsol olesà per a l'abastament del consum domèstic agrícola i industrial.
(Text procedent de la declaració de BCIL)